# Лоизу, Лоизос (футбольный судья)
Лоизос Лоизу (греч. Λοΐζος Λοΐζου; род. 27 февраля 1959) — кипрский футбольный судья.

## Биография
Один из ведущих международных судей Кипра. Провёл 27 матчей между первыми сборными.
Дебютировал на международном уровне 27 февраля 1991 года в матче отборочного турнира чемпионата Европы 1992 между сборными Бельгии и Люксембурга (3:0), в котором показал 3 жёлтые карточки. Участвовал в трёх разных отборочных циклах чемпионатов Европы и четырёх чемпионатов мира. Последнюю игру на международном уровне провёл 4 сентября 2004 года между Бельгией и Литвой (1:1).
На клубном уровне обслуживал матчи отборочных стадий Кубка УЕФА и Лиги чемпионов, а также матчи Кубка Интертото и Кубка обладателей кубков УЕФА.
Завершил карьеру в 2004 году в возрасте 45 лет.